# كيث غيفن
كيث غيفن هو كاتب ورسام كارتون أمريكي ولد في 30 نوفمبر 1952.